# Kabinett Hegnenberg-Dux
Das Kabinett Hegnenberg-Dux unter Friedrich Graf von Hegnenberg-Dux bildete vom 21. August 1871 bis zum 2. Juni 1872 an die von König Ludwig II. berufene Landesregierung des Königreiches Bayern. Hegnenberg-Dux starb am 2. Juni 1872.
| Amt                                           | Name                              |
| --------------------------------------------- | --------------------------------- |
| Vorsitzender im Ministerrat, Äußeres          | Friedrich Graf von Hegnenberg-Dux |
| Inneres                                       | Sigmund von Pfeufer               |
| Inneres für Kirchen- und Schulangelegenheiten | Johann von Lutz                   |
| Justiz                                        | Johann Nepomuk von Fäustle        |
| Finanzen                                      | Adolph von Pfretzschner           |
| Handel und öffentliche Arbeiten               | aufgelöst                         |
| Krieg                                         | Siegmund Freiherr von Pranckh     |